# 埃沃萊訥

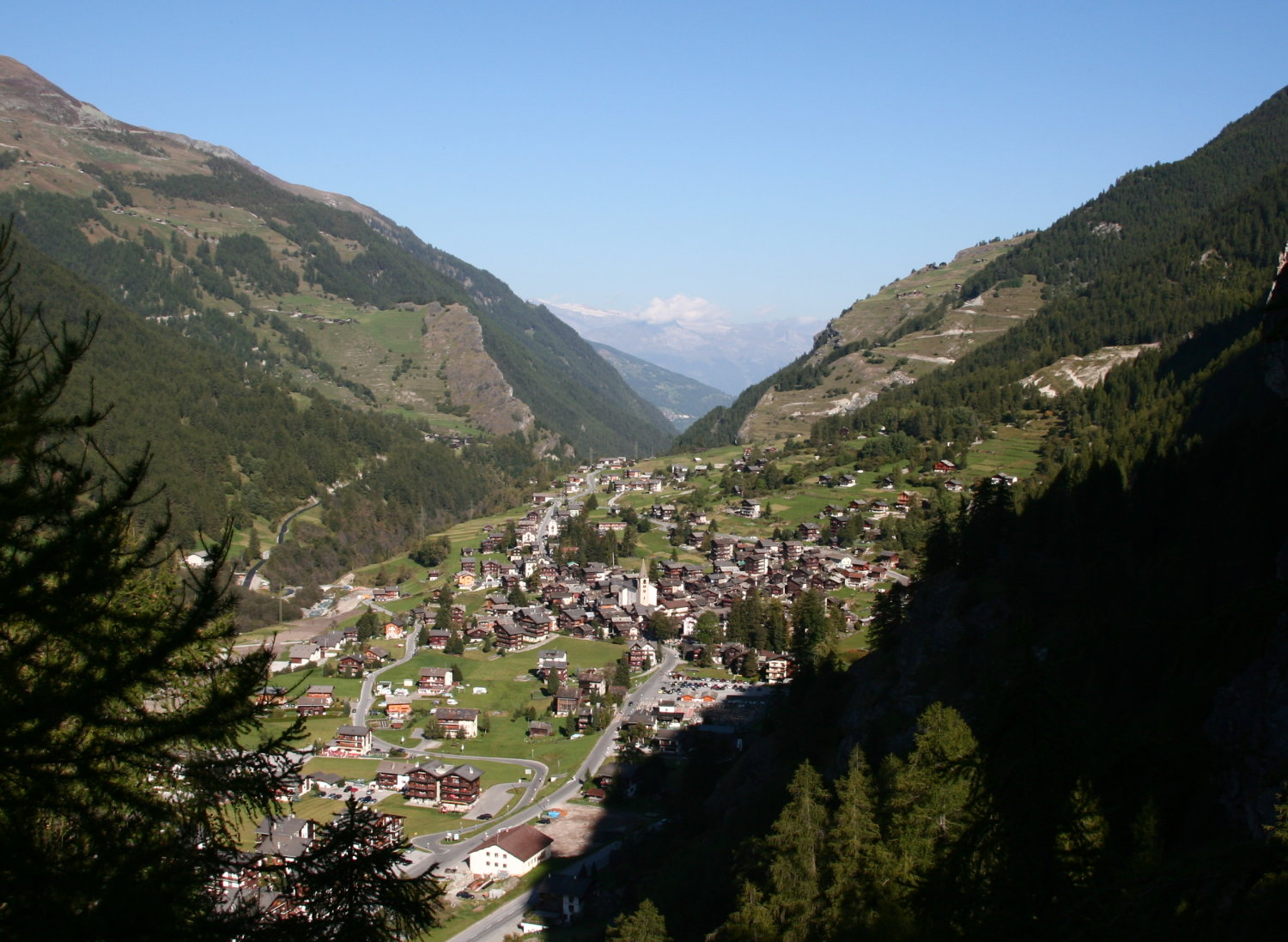

埃沃萊訥是瑞士的城鎮，位於該國南部，由瓦萊州負責管轄，面積209.94平方公里，海拔高度1,371米，2011年人口1,712，九成人口信奉羅馬天主教，人口密度每平方公里8人。

## 外部連結
- Official website （页面存档备份，存于） （法文）
- Official tourisme website （页面存档备份，存于） （法文）
- Official Evolene webcam  （页面存档备份，存于） （法文）